# Ghế gấp

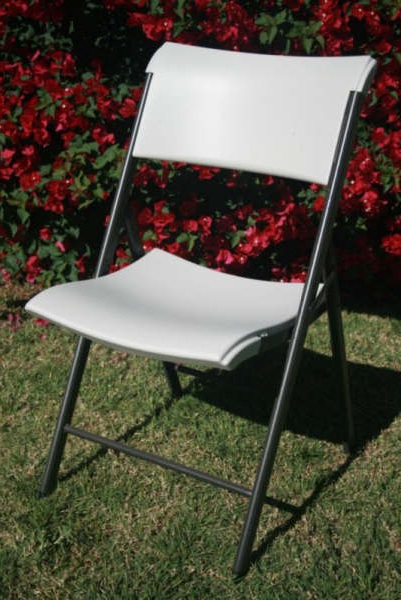
Một ghế gấp điển hình

Ghế gấp/ xếp/ gập là một chiếc ghế nhẹ, di động có thể gấp gọn thành mặt phẳng hoặc kích thước nhỏ hơn, và có thể được xếp thành chồng, thành hàng hoặc trên xe đẩy (cart). Nó có thể được kết hợp với một chiếc bàn gấp. Một số ghế gấp cũng là ghế bập bênh.

## Sử dụng
Ghế gấp thường được sử dụng để làm chỗ ngồi ở những nơi không thể có chỗ ngồi cố định hoặc thực hành. Điều này bao gồm các sự kiện ngoài trời và trong nhà như đám tang, lễ, các dịch vụ tôn giáo cũng như các sự kiện và cuộc thi thể thao cạnh tranh. Ghế gấp cũng được sử dụng trong gia đình cho bất kỳ trường hợp nào cần thêm chỗ ngồi, bao gồm các bữa tiệc, trò chơi và chỗ ngồi tạm thời tại bàn ăn tối.

## Lịch sử

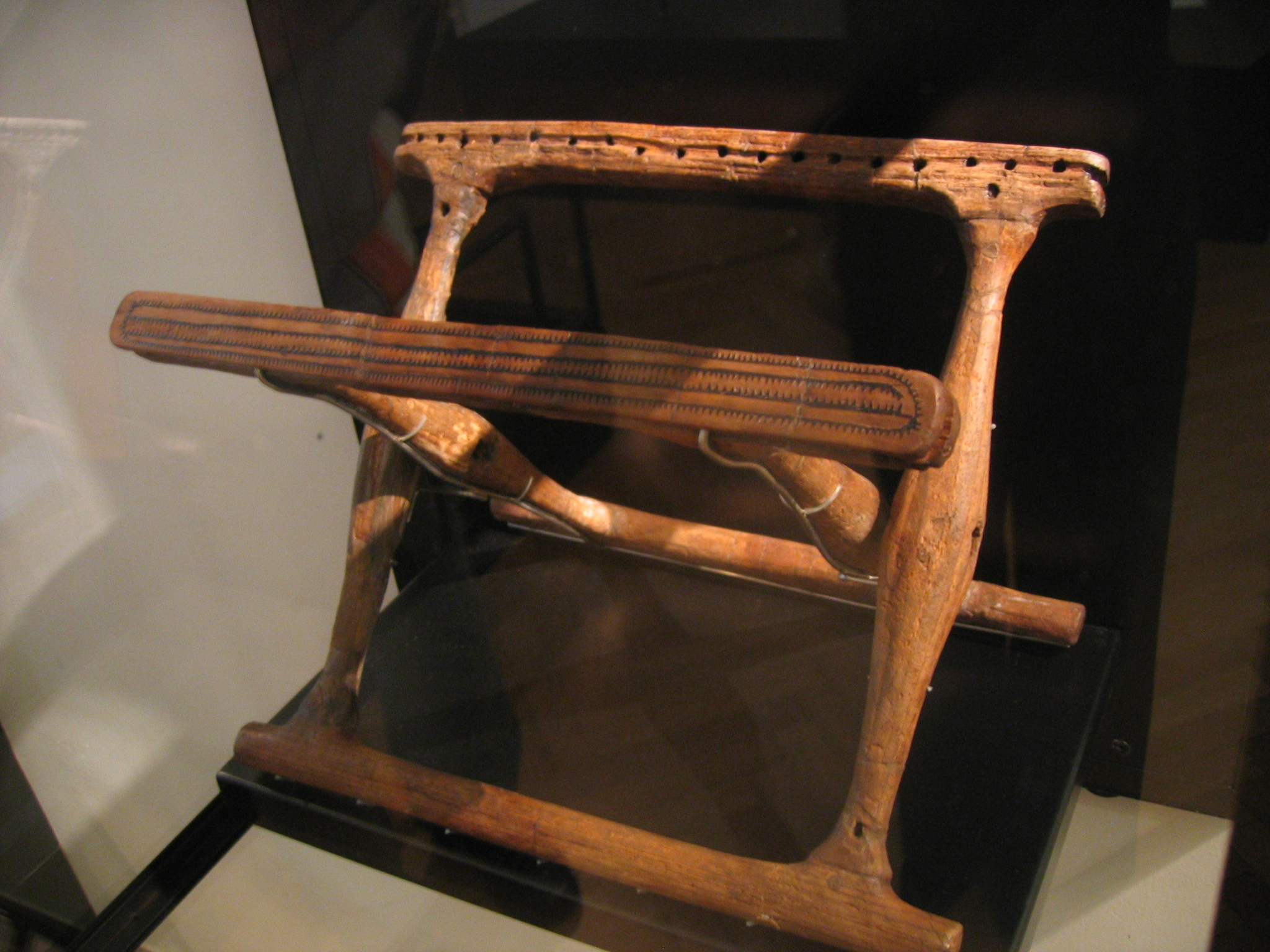
Khung của ghế đẩu gấp Guldhøj, Đan Mạch (Thời đại đồ đồng Bắc Âu, nửa sau thế kỷ 14 trước Công nguyên)

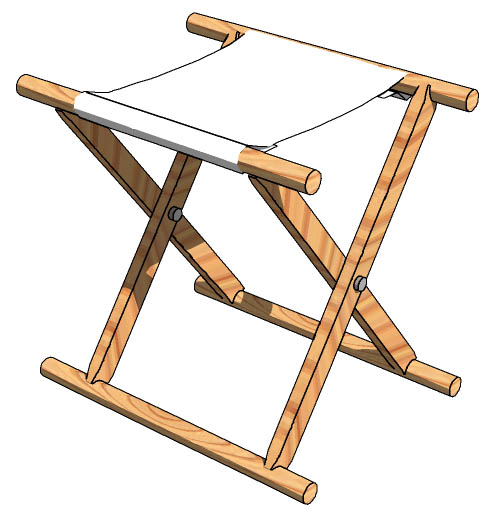
Ghế đẩu gấp truyền thống Nhật Bản

Ghế gấp hoặc ghế đẩu gấp đã được sử dụng làm chỗ ngồi ở khu vực Địa Trung Hải vào thế kỷ 15 - 13 trước Công nguyên. Những chiếc ghế này cũng được dùng làm hàng hóa trong những ngôi mộ giàu có nhất. Một chiếc ghế gấp bằng gỗ mun và ngà voi với các phụ kiện bằng vàng được tìm thấy trong lăng mộ của Tutankhamun ở Ai Cập.
Ghế gấp đã được sử dụng trong thời đại đồ đồng Bắc Âu, Ai Cập cổ đại, văn minh Minos Hy Lạp (Minoan) và La Mã cổ đại. Khung chủ yếu được làm bằng gỗ và hiếm khi được làm bằng kim loại. Gỗ được chạm khắc nghệ thuật, mạ vàng và trang trí bằng ngà voi. Ở Bắc Âu, phần còn lại của hơn 18 chiếc ghế gấp được biết có niên đại từ thời kỳ đồ đồng Bắc Âu như ghế gấp Daensen và ghế Guldhøj, được tìm thấy gần Vamdrup, Đan Mạch.
Ghế gấp trở nên đặc biệt phổ biến trong thời Trung cổ. Nó được trân trọng như một món đồ nội thất phụng vụ. Kể từ thế kỷ 15 và 16, ghế gấp chủ yếu có tay và tựa đầu. Tất nhiên, những chiếc ghế mới hơn thường được tìm thấy tại các sự kiện cũng được gọi là ghế gấp. Chúng có tính di động và dễ sử dụng.
Tại Hoa Kỳ, bằng sáng chế ban đầu cho ghế gấp là của John Cram vào năm 1855. Năm 1947, Fredric Arnold đã tạo ra chiếc ghế gấp bằng nhôm đầu tiên với dây vải cho mặt ngồi và lưng. Đến năm 1957, Công ty Fredric Arnold ở Brooklyn, New York, đã sản xuất hơn 14.000 chiếc ghế mỗi ngày. Ngày nay, ghế gấp đa phần được làm từ nhựa cứng hoặc kim loại hoặc gỗ. Ghế gấp có thể được chia thành nhiều loại khác nhau.